# Candida auris
Candida auris es una especie de hongo que crece como levadura, descrita por primera vez en 2009. Es una de las pocas especies del género Candida que causa candidiasis en humanos, adquirida a menudo en hospitales por pacientes con sistemas inmunes debilitados.
C. auris puede causar candidiasis invasiva en la que el torrente sanguíneo (fungemia), el sistema nervioso central y los órganos internos están infectados. Recientemente ha atraído una mayor atención debido a su resistencia a múltiples fármacos. El tratamiento también es complicado porque se identifica fácilmente como otras especies de Candida.
C. auris se describió por primera vez después de que se aisló del canal auditivo de una mujer japonesa de 70 años en el Hospital Metropolitano de Tokio, en 2009. Los primeros casos de C. auris causantes de enfermedades se informaron en Corea del Sur en 2011, se extendió por Asia y Europa para llegar a los Estados Unidos en 2013. El análisis de ADN de Candida auris indica una divergencia evolutiva que tuvo lugar hace al menos 4000 años, con un salto común entre las cuatro variedades en la resistencia a los medicamentos posiblemente vinculada al uso generalizado de antifúngicos de tipo azol en la agricultura.

## Identificación y morfología
Candida auris es una especie de hongo ascomiceto, del género Candida, que crece como levadura, descrita por primera vez en 2009. Su nombre proviene de la palabra latina para oído, auris.  Forma colonias viscosas lisas, brillantes y blanquecinas en los medios de crecimiento. Microscópicamente las células tienen forma elipsoide.
Candida auris  es un patógeno multirresistente por lo que necesita un diagnóstico fácil, rápido y preciso . Con los métodos de diagnóstico molecular actuales se diagnostica erronamente con otras especies del género Candida por lo que hay que realizar posteriormente más análisis como PCR o MALDI-TOF para confirmar el diagnóstico.

## Importancia clínica
Candida auris es una de las pocas especies de Candida que puede causar candidiasis en humanos. La candidiasis a menudo se adquiere en hospitales por pacientes con sistemas inmunes debilitados. Puede causar candidiasis invasiva, en la que se ve invadida la corriente sanguínea (fungemia), el sistema nervioso central, los riñones, el hígado, los huesos, los músculos, las articulaciones, el bazo o los ojos.
C. auris ha atraído una mayor atención clínica debido a su resistencia a múltiples fármacos. El tratamiento es complicado porque C. auris se identifica erróneamente como otras especies de Candida. El Centro de Investigación y Política de Enfermedades Infecciosas de la Universidad de Minnesota publicó un breve resumen de su relevancia clínica a partir de 2016, comprensible para el público en general.
In vitro, más del 90% de los aislamientos de C. auris son resistentes al fluconazol y un rango de 3 a 73% de los aislamientos de C. auris son resistentes al voriconazol, mientras que otros triazoles posaconazol, itraconazol e isavuconazol muestran una mejor actividad, 3 a 35% de los aislamientos fueron resistentes a la anfotericina B, sin embargo, la mayoría de los aislamientos son susceptibles a las equinocandinas.
Según los Centros para el Control y la Prevención de Enfermedades (CDC), entre el 30% y el 60% de las personas con infecciones por C. auris han muerto. Sin embargo, muchas de estas personas tenían otras enfermedades graves que también aumentaban el riesgo de muerte.

## Genoma
Se han publicado varios borradores de genomas de la secuenciación del genoma completo. Se descubrió que el genoma de C. auris codifica varios genes para la familia de transportadores de ABC y la superfamilia de facilitadores principales que ayuda a explicar su resistencia a múltiples fármacos. Su genoma también codifica familias de genes relacionados con la virulencia, como lipasas, transportadores de oligopéptidos, manosil transferasas y factores de transcripción que facilitan la colonización, la invasión y la adquisición de hierro. Otro factor que contribuye a la resistencia a los hongos es la presencia de un conjunto de genes que se sabe que están involucrados en la formación de biopelículas. 
Se necesitan más estudios para determinar si la divergencia filogenética de los clones de C. auris exhibe patrones de invasividad, virulencia y resistencia a fármacos específicos de la región. 